# 佐賀県道345号武雄白石線
佐賀県道345号武雄白石線（さがけんどう345ごう たけおしろいしせん）は、佐賀県武雄市から杵島郡白石町に至る一般県道である。

## 概要
武雄市武雄町大字昭和から杵島郡白石町大字福田に至る。

### 路線データ
- 起点：佐賀県武雄市武雄町大字昭和（武雄市民体育館入口交差点、国道34号交点、佐賀県道53号武雄伊万里線起点）
- 終点：佐賀県杵島郡白石町大字福田（佐賀県道227号肥前白石停車場線交点）

## 路線状況

### 重複区間
- 佐賀県道330号武雄塩田線（武雄市武雄町大字永島・永島交差点 - 武雄市武雄町大字永島・保養村入口交差点）

### 道路施設

#### 橋梁
- 第一杉橋（武雄川、武雄市）
- 茂手（もで）橋（六角川、武雄市）
- 生見橋（東川、武雄市）
- 参道橋（須古川、杵島郡白石町）

## 地理

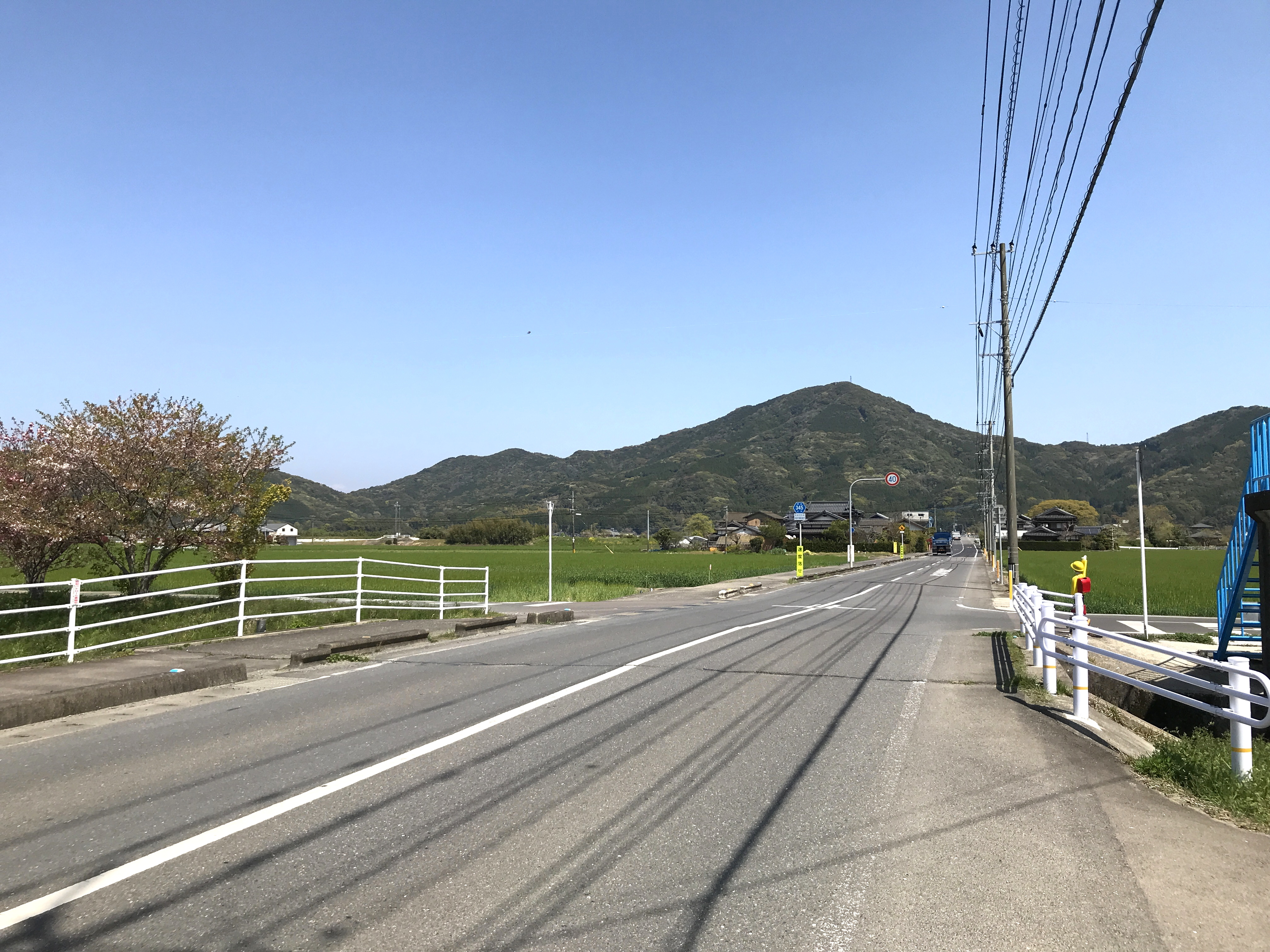
武雄市橘町大日から白石方面

### 通過する自治体
- 武雄市
- 杵島郡白石町

### 交差する道路
| 交差する道路                                         | 市町村名 | 市町村名 | 交差する場所         | 交差する場所                   |
| ---------------------------------------------------- | -------- | -------- | -------------------- | ------------------------------ |
| 国道34号 佐賀県道53号武雄伊万里線                    | 武雄市   | 武雄市   | 武雄町大字昭和       | 武雄市民体育館入口交差点/ 起点 |
| 佐賀県道330号武雄塩田線 重複区間起点                 | 武雄市   | 武雄市   | 武雄町大字永島       | 永島交差点                     |
| 佐賀県道330号武雄塩田線 重複区間終点                 | 武雄市   | 武雄市   | 武雄町大字永島       | 保養村入口交差点               |
| 国道498号                                            | 武雄市   | 武雄市   | 橘町大字片白         | 橘駐在所前交差点               |
| 佐賀県道214号白石大町線 佐賀県道351号久間大町線 重複 | 杵島郡   | 白石町   | 大字馬洗（もうらい） |                                |
| 佐賀県道227号肥前白石停車場線                        | 杵島郡   | 白石町   | 大字福田             | 終点                           |

### 交差する鉄道
- 長崎本線

### 沿線
- 佐賀県立武雄青陵中学校・武雄高等学校
- 白岩運動公園
- 武雄警察署 橘警察官駐在所
- 武雄市立橘小学校
- 歌垣公園
- 佐賀県立佐賀農業高等学校
- 佐賀県立白石高等学校
- JR九州長崎本線 肥前白石駅